# Yahya Sinwar
Yahya Ibrahim Hassan Sinwar (arabiska: يحيى السنوار), född 29 oktober 1962 i Khan Yunis i den då av Egypten ockuperade Gazaremsan, död 16 oktober 2024 i Rafah, Gazaremsan. Sinwar var en palestinsk militant islamist och tidigare ledare för Hamas i Gazaremsan (2017–2024). Han utnämndes i augusti 2024 till organisationens högste ledare efter Ismail Haniyas död och gjorde sig känd för en hårdför ledarstil. Sinwars våldsamma bestraffningar av personer som samarbetade med Israel eller begick sedlighetsbrott gav honom öknamnet "Slaktaren från Khan Yunis". Han stämplades som terrorist av bland annat Israel, EU och USA.

## Biografi
Yahya Sinwar växte upp i Khan Yunis. Han var äldre bror till Mohammed Sinwar. Deras familj utvisades eller flydde från Al-Majdal Asqalan (nu Ashkelon) till Gaza under 1948 års arabisk-israeliska krig. Han studerade på Islamiska universitetet i Gaza, där han avlade en kandidatexamen i arabiska.
Han arresterades för första gången 1982 för att ha deltagit i islamistiska organisationer, och satt under ett antal månader i fängelse, där han kom i kontakt med bland andra Salah Shehade, senare militär ledare inom Hamas. Han arresterades åter 1985. Två år efter att Hamas grundades 1987 bildade han gruppens interna säkerhetsorganisation al-Majd, ökänd för sin jakt på palestinier som begått sedlighetsbrott eller som man misstänkte samarbetade med Israel.
År 1989 dömdes han till fyra livstidsdomar för planering av morden på två israeliska soldater samt fyra palestinska "kollaboratörer". I förhören berättade han att han föredrog att döda kollaboratörer med sina egna händer i stället för med skjutvapen. Under sin tid i israelisk fångenskap utvecklade han en hjärntumör och erhöll livräddande neurokirurgisk behandling på Soroka-sjukuhset i Be'er Sheva. År 2011, efter 22 år i israeliskt fängelse, frigavs han tillsammans med över tusen andra palestinska fångar i utbyte mot den israeliske soldaten Gilad Shalit.
År 2017 efterträdde Sinwar Ismail Haniya som Hamas högste ledare i Gaza. Enligt Israel var han ansvarig för Hamas överraskningsattack mot Israel den 7 oktober 2023, då över 1 000 israeler dödades, och har därefter beskrivits som "Israels mest eftersökte Hamas-terrorist". Enligt Israel dödades han (DNA-analyser ska ha bekräftat hans identitet) i en eldstrid den 16 oktober 2024 i Rafah.